# طبیعت‌گرایی انسان‌گرایانه

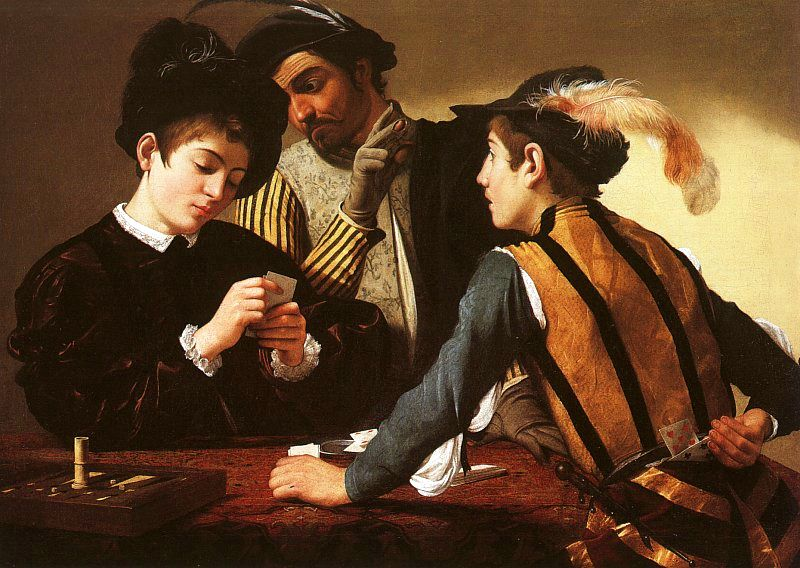

طبیعت‌گرایی انسان‌گرا، شاخه‌ای از طبیعت‌گرایی فلسفی است که در آن، معتقدند انسان‌ها به وسیله استفاده از روش علمی، قادر به کنترل و درک بهتر جهان هستند. مفاهیمی مثل معنویت، شهود و مابعدالطبیعه، دنبال نمی‌شوند؛ زیرا ابطال‌ناپذیر هستند، و در نتیجه هیچ‌گاه فراتر از نظر شخصی پیشرفت نمی‌کنند. مرزی میان طبیعت و «فرای» طبیعت کشیده نمی‌شود؛ زیرا همه چیز نتیجه فرایندهای توضیح‌پذیر طبیعت در نظر گرفته می‌شود.
طبیعت‌گرایی انسان‌گرایانه بر این است که تمام موجودات زنده ضمیمه‌های پیچیده طبیعت هستند، و در نتیجه سزاوار درجه‌ای از احترام متقابل از سوی انسان هستند. طبیعت‌گرایان از نیاز به سازگاری مطابق تغییرات کنونی آگاهند، ولی معتقدند که نیاز به یک تبادل عادلانه منابع بین تمام گونه‌ها است.